# Nicholas Meyer
Nicholas Meyer (ur. 24 grudnia 1945 w Nowym Jorku) – amerykański scenarzysta, pisarz, producent i reżyser. Znany ze swojej bestsellerowej powieści Rozwiązanie za siedem procent (The Seven-Per-Cent Solution, 1974). Wyreżyserował takie filmy jak Podróż w czasie (Time After Time, 1979) z udziałem Malcolma McDowella, Davida Warnera i Mary Steenburgen, dwóch filmów fabularnych Star Trek, Nazajutrz (The Day After, 1983) i oryginalnego filmu HBO Wendeta (Vendetta, 1999) z Christopherem Walkenem.
Był nominowany do Oscara za najlepszy scenariusz adaptowany komedii kryminalnej Obsesja Sherlocka Holmesa (1976) w reżyserii Herberta Rossa, gdzie przerobił własną powieść na scenariusz. Był także nominowany do Nagrody Satelity, trzech nagród Emmy i zdobył cztery nagrody Saturna: najlepszy scenariusz -  Podróż w czasie (Time After Time, 1979), najlepszy reżyser - Star Trek II: Gniew Khana (1982), nagroda im. George’a Pala (1984) i najlepszy film science fiction - Star Trek VI: Wojna o pokój (1991).